# 기름방울 실험

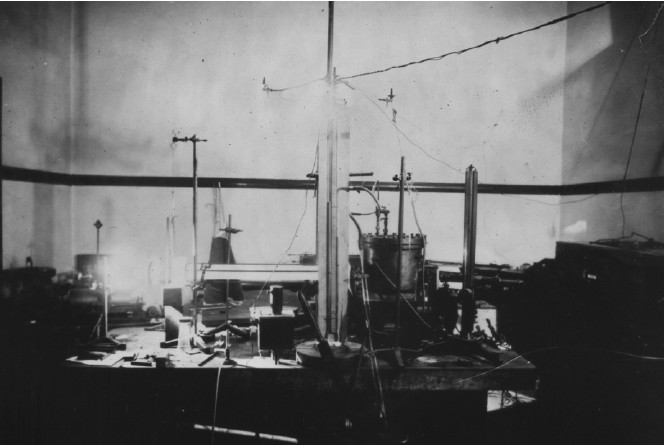
밀리컨의 유적 실험 장치.

기름방울 실험은 1909년 기본 전하(전자의 전하)를 측정하기 위해 로버트 앤드루스 밀리컨과 하베이 플레처에 의해 행해진 실험이다.
실험은 중력에 의해 내려가는 힘과 두 금속 전극사이의 정지된 전하를 띤 작은 기름 방울에 작용하는 전기력사이의 균형 상태를 측정한다. 기름의 밀도를 알면, 기름 방울의 반지름으로, 기름 방울의 질량과 이에 작용하는 중력과 부력을 얻을 수 있다. 알고 있는 두 전극 사이의 전기장의 크기를 이용하여, 밀리컨과 플레처는 기름 방울들의 정적 평형 상태에서의 전하를 결정할 수 있었다.
많은 기름방울에 대해 반복된 측정을 통하여, 그들은 어떤 기본적인 값의 정수배가 되는 것을 확인하였고, 계산된 값은 1.592 (17)× 10−19C이었다.
이 값은 오늘날 알려진 값, 1.602176487(40) × 10−19C과는 1퍼센트 범위 내에 있다. 그들은 이 값이 전자 하나의 전하라고 제안하였다.

## 같이 보기
- 기본 전하